# Boris Rybak
Pour les articles homonymes, voir Rybak.
Boris Rybak (22 janvier 1923, Paris 11e - 14 novembre 2003, Paris 13e) est un homme de science, physiologiste, biologiste, linguiste, et poète surréaliste français.

## Biographie
Il est le fils d'Isaac Rybak et de Pessy Givatovski. Il participe à la Résistance dans le groupe surréaliste la Main à Plume.
Diplômé de l’École nationale supérieure de chimie de Rennes (1941-1942), attaché de recherche (1945) au Centre national de la recherche scientifique (CNRS, Institut Pasteur), docteur ès sciences naturelles (Paris, 1954), il est le créateur de la technique du cœur ouvert (1956).
Fondateur et Conseiller de rédaction de la revue internationale Life Sciences (1960), professeur titulaire de physiologie animale à l'université de Caen (1964), directeur des collections Monographies de physiologie causale (1961-1967) puis Discours de la méthode (à partir de 1971) aux éditions Gauthier-Villars, il est, à partir de 1969, coéditeur de l' International Journal of Cycle Research et de Biosciences Communications.
Membre honoraire du conseil de l'unité d'enseignement et de recherche de linguistique et informatique de l'Université Paris-VIII (1972), membre du conseil exécutif de l’Institut international des droits de l’Homme, professeur (1977-1991) puis professeur émérite à l’Institut de linguistique et phonétique générales et appliquées de l'université de Paris 3 - Sorbonne Nouvelle, il est nommé en 1992 Commandeur des Palmes académiques pour services rendus à l'Éducation nationale.

## Principales publications
En dehors de très nombreux articles scientifiques dans les domaines de la physiologie humaine et animale, de la biologie, des mathématiques, et de la linguistique, disponibles en ligne pour une centaine d'entre eux  sur le site internet de l'AFAS (Association Française pour l'avancement des sciences), cf. www.afas.fr, Boris Rybak publie les ouvrages suivants :
- Images du verbe, recueil de poèmes, Debresse, Paris (1960), 55 p.
- Cours de Zoophysiologie, Volume I, Gauthier-Villars, Paris (1962) 495 p.
- Cours de Zoophysiologie, Volume II, Gauthier-Villars, Paris (1962) 346 p.
- Anachroniques, Collection Les Essais, Gallimard, Paris (1962), 160 p.
- Principles of Zoophysiology, Pergamon Press, Oxford (1968), 595 p.
- Psyché, soma, germen, Collection L'avenir de la science, nouvelle série, Gallimard, Paris (1968), 449 p.
- Explorations circulatoires, Collection Discours de la méthode, Gauthier-Villars, Paris (1973), 151-[8] p.
- Vers un nouvel entendement, Collection Grand format Médiations, Denoël-Gonthier, Paris (1973), 225-[4] p.
- Biologie de l'oxygène, Maloine, Paris (1974), 195 p.
- La philosophie au présent des Droits de l’Homme, in Actualité de la pensée de René Cassin, éditions du CNRS, Paris (1981), 123 p.
- Principes de linguistique systémique. In : Vergleichende Grammatik, Teil 2, J.M. Zemb, Duden, Mannheim (1984) 631-700.
- L'identité humaine, J.M. Place, Paris (1990), 99 p.

Le fonds Boris Rybak, constitué de milliers de documents et notes manuscrites, est pour sa part déposé à l'Alliance Israélite Universelle et consultable sur place. Il a été dépouillé, pour la période de la guerre, par Léa Nicolas-Teboul, voir La Main à plume (1940-1944), le communisme des esprits surréalistes à l'épreuve de l'Occupation, préface de Louis Janover, Hermann, coll "Savoir lettres", sept. 2023   (ISBN 9791037031549).